# آرامگاه امامزاده بی‌بی حیات
مقبره امامزاده بی‌بی حیات مربوط به اتابکان - ۷۵۰ ه.ق است و در شهرستان کرمان، بخش مرکزی، دهستان اختیارآباد، روستای بی‌بی حیات، خیابان اصلی روستا واقع شده و این اثر در تاریخ ۷ اسفند ۱۳۸۶ با شمارهٔ ثبت ۲۱۴۸۸ به‌عنوان یکی از آثار ملی ایران به ثبت رسیده است.